# سيد علي هاشم
سيد علي عيسى حسن رضي هاشم (مواليد 10 سبتمبر 1987 في البحرين) هو لاعب كرة قدم بحريني يجيد اللعب في مركز المهاجم. يلعب حاليا لصالح الشباب الذي ينافس في دوري الدرجة الثانية البحريني منذ 2018.

## روابط خارجية
- سيد علي هاشم على موقع قاعدة بيانات كرة القدم.إي يو (الإنجليزية)